# Harriet Beecher Stowe
Harriet Beecher Stowe (14 iunie 1811 – 1 iulie 1896) a fost o aboliționistă și scriitoare americană. Romanul lui Stowe, Coliba unchiului Tom (1852) înfățișează viața african-americanilor sub sclavie; romanul a fost foarte bine primit în SUA și Anglia dar și-a atras ura celor din sudul Statelor Unite care erau în favoarea sclaviei. Când a întâlnit-o pe Stowe, Abraham Lincoln i-a spus: „Deci aceasta este mica bătrână ce a început acest nou război!”

## Biografie
La 14 iunie 1811 se naște la Litchfield, Connecticut, Noua Anglie, scriitoarea Harriet Beecher Stowe, fiica pastorului Lyman Beecher și a Roxanei Beecher (născută Foote). În 1816, moare mama sa, Roxana. În 1824, familia Beecher se mută la Hartford, unde Harriet învață și apoi predă la școala condusă de sora ei mai mare, Catharine Esther Beecher (1800-1878).
În 1825, Harriet compune Cleon, o tragedie în versuri albe rămasă neterminată. În 1832, familia Beecher se mută în Cincinnati, Ohio, unde intră în contact cu informații despre fuga sclavilor peste râul Ohio din statul vecin Kentucky.
Primele scrieri ale lui Harriet Beecher apar în 1833 în Western Monthly Magazine. În același an, Beecher călătorește în Kentucky unde cunoaște sclavia negrilor, cu toate acestea într-o formă mai atenuată specifică statelor americane nordice.
La 6 ianuarie 1836 se căsătorește cu profesorul Calvin Ellis Stowe, iar la 29 septembrie naște primii săi copii, două fete gemene. Între timp au loc tulburări civile stradale anti-aboliționiste în Cincinnati, iar în 1837 este asasinat publicistul progresist aboliționist Elijah Lovejoy (n. 1802), un apropiat al familiei Beecher.
În 1843 publică Mayflower, prima versiune a unei schițe despre prima corabie cu coloniști puritani britanici debarcată în America în 1600. În 1845 publică nuvela Emanciparea imediată în revista The New York Evangelist. 
În 1850 se mută în Brunswick, Maine, după ce soțul său este numit profesor la Colegiul Bowdoin. La 8 iulie se naște  Charles, al optulea copil al soților Stowe care în 1890 va publica o biografie a mamei sale.

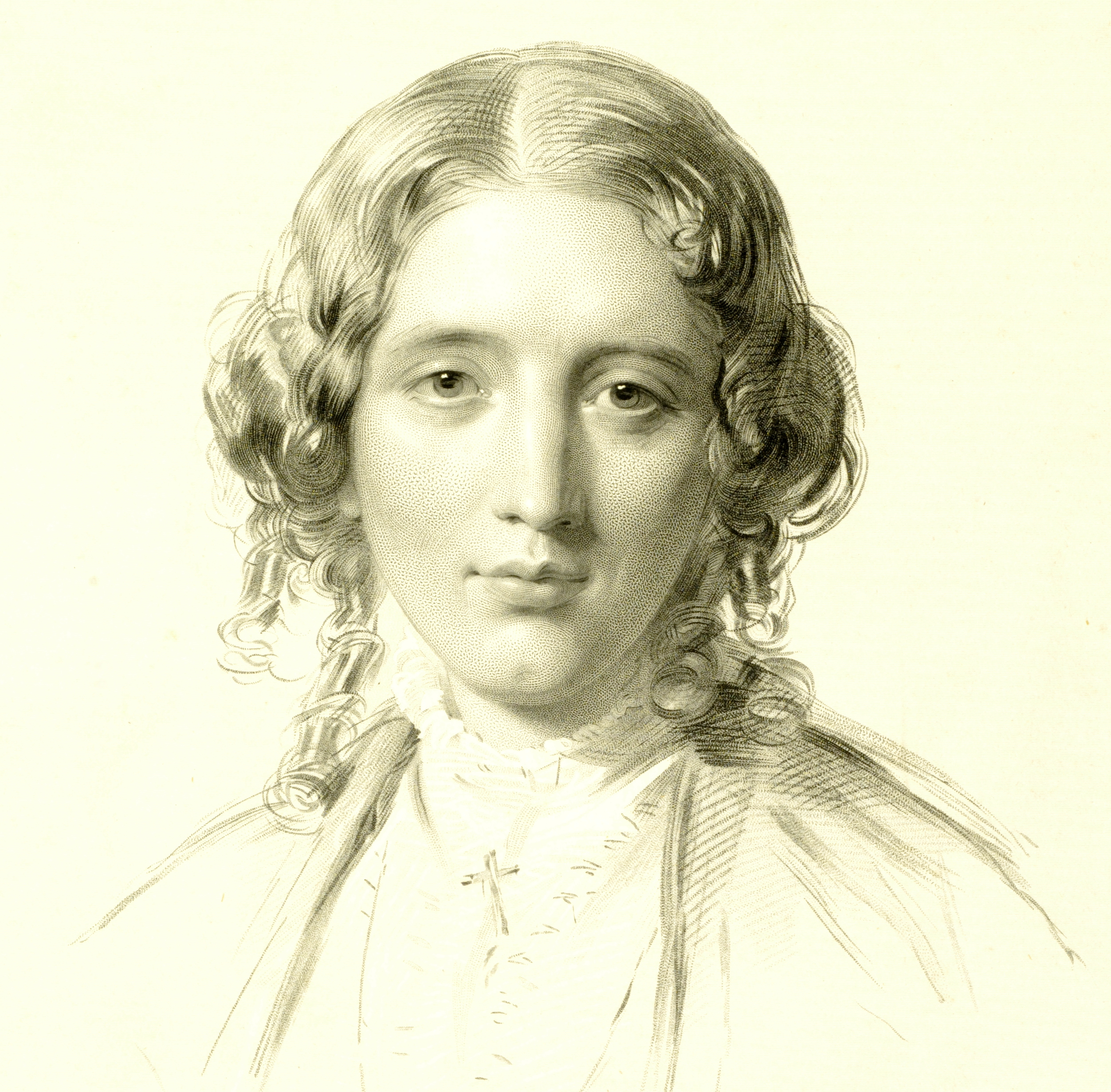
Harriet Beecher Stowe, portret de Francis Holl din 1853

În 1852 soții Stowe se mută la Andover, Massachusetts, Calvin fiind numit profesor aici la Seminarul Teologic. Apare în volum romanul Coliba unchiului Tom, în prima zi vânzându-se cca. 3000 de exemplare și 300 de mii numai în SUA până la sfârșitul anului. Anul următor, în 1853, apare prima versiune românească a romanului, tradus de Theodor Codrescu. Tot în 1853, Harriet Beecher Stowe face prima sa călătorie în Europa, având o primire entuziastă în Anglia. Fiind acuzată de adversarii ei că deformează realitatea, Harriet Beecher Stowe publică Cheia Colibei unchiului Tom, volum documentar folosit de ea la scrierea romanului.
În 1854, în urma impresiilor călătoriei prin Europa, publică volumul Amintiri însorite din țările europene. Doi ani mai târziu vizitează din nou Europa, întâlnindu-se cu regina Victoria a Angliei. Tot în 1856 publică Dred sau Povestea mlaștinei întunecate, cel de-al doilea roman valoros al scriitoarei Beecher Stowe.
În 1857, fiul ei cel mare, Henry, se îneacă. Începe să colaboreze la revista The Atlantic Monthly. În 1859 face a treia călătorie prin Europa. Apare romanul Preotul pleacă la pețit, inspirat din viața provinciei Noua Anglie, roman apărut inițial în foileton în revista  The Atlantic Monthly.
Romanul Mărgăritarul din Insula lui Orr apare în 1862, după ce fusese publicat inițial în foileton în revista The Independent. Apare și romanul Agnes din Sorrento. În același an, 1862, ia un interviu lui Abraham Lincoln.
În 1863 moare tatăl ei, Lyman. În 1864 soțul ei, Calvin, se retrage din învățământ și familia Stowe se mută la Hartford, Connecticut. 
Sub pseudonimul Christopher Crowfield, publică în 1865 volumul Documente de familie și în 1866 volumul Vulpișoarele.  
Scriitoarea își cumpără o proprietate în Florida în 1868 pentru a se ocupa de fiul ei, rămas invalid în urma războiului civil american. 
În 1869 se întâlnește în străinătate cu văduva poetului Byron, publicând apoi un articol senzațional despre viața intimă a acestuia în revista  The Atlantic Monthly și, în 1870, volumul În apărarea Lady-ei Byron despre imoralitatea poetului englez, lucru ce stârnește indignarea publicului englez și critica americanilor.
În 1873 apare volumul de schițe Frunze de palmier, inspirat de peisajul din Florida unde scriitoarea și-a petrecut iernile în perioada 1868-84. În 1875 apare Noi și semenii noștri, continuare a eseului Eu și nevastă-mea.
Ultimul roman al scriitoarei, Oamenii din Poganuc (din seria inspirată de viața din Noua Anglie), apare în 1878. Romanul a fost publicat inițial ca foileton în revista Christian Union.
La 6 august 1886 moare Calvin Stowe în casa lor Hartford, Connecticut, iar, în continuare, sănătatea scriitoarei se deteriorează rapid. În 1889-1890 apar două biografii ale scriitoarei, una neoficială de Florine Thayer Mc Cray, cealaltă, o biografie de familie, realizată de fiul ei, Charles Edward Stowe.
La 1 iulie 1896 moare Harriet Beecher Stowe, la 85 de ani, la Hartford, Connecticut.

## Lucrări publicate (selecție)
- The Mayflower; or, Sketches of Scenes and Characters Among the Descendants of the Pilgrims (1834)
- Uncle Tom's Cabin (Coliba unchiului Tom,  (1852)
- A Key to Uncle Tom's Cabin (Cheia Colibei unchiului Tom, 1853)
- Dred, A Tale of the Great Dismal Swamp (Dred sau Povestea mlaștinei întunecate, 1856)
- The Minister's Wooing (Preotul pleacă la pețit, 1859)
- Agnes of Sorrento (Agnes din Sorrento, 1862) (citește online)
- The Pearl of Orr's Island (Mărgăritarul din Insula lui Orr, 1862)
- The Chimney Corner (1866) (capitole publicate în 'Atlantic Monthly' Volumul 18)
- Omuleții ciudați (1867)
- Oameni ai zilelor noastre sau Figuri de patrioți fruntași (1868)
- The American Woman's Home (1869) (cu Catherine Beecher) (vezi rezumat și link-uri către carte aici)
- Old Town Folks (Oamenii din orașul vechi, 1869)
- Little Pussy Willow (Salcia pisicuțelor, 1870)
- Lady Byron Vindicated (În apărarea Lady-ei Byron, 1870)
- My Wife and I (1871)
- Pink and White Tyranny (Tirania trandafirie și albă, satiră socială, 1871)
- Woman in Sacred History (Femeia în istoria sfântă, 1873)
- Palmetto Leaves (Frunze de palmier, 1873)
- We and Our Neighbors (Noi și semenii noștri, 1875)
- Urmele stăpânului (1877)
- Poganuc People (Oamenii din Poganuc, 1878)
- The Poor Life (1890)

### Ca Christopher Crowfield
- House and Home Papers (Documente de familie, 1865)
- Little Foxes (Vulpișoarele, 1866)
- Poeme religioase (1867)
- La colțul căminului (1868)